# Cuexcomatitlán
Cuexcomatitlán är en ort i Mexiko.   Den ligger i kommunen Tlajomulco de Zúñiga och delstaten Jalisco, i den centrala delen av landet, 500 km väster om huvudstaden Mexico City. Cuexcomatitlán ligger 1 560 meter över havet och antalet invånare är 2 117.
Terrängen runt Cuexcomatitlán är varierad. Runt Cuexcomatitlán är det ganska tätbefolkat, med 207 invånare per kvadratkilometer. Närmaste större samhälle är Hacienda Santa Fe, 10,2 km norr om Cuexcomatitlán. I omgivningarna runt Cuexcomatitlán växer huvudsakligen savannskog.